# 林墨根
林墨根（1920年—2010年2月2日），四川资中人，是中國武術家，杨氏太极拳第五代传人。中國武術八段。

## 生平
出生於四川省资中县。在他5歲之時，父親去世，不久後母親便改嫁他人，於是林墨根只好隨祖父一同生活。
林墨根早年曾隨伍志成學习四川南拳，從1950年代開始學太極拳。林墨根稱他在1957年拜杨氏太极传人、楊澄甫弟子李雅軒為師。1960年代，林墨根開始教拳。曾擔任過四川太极拳推手研究会会长、中国永年国际太极拳联谊会副理事长、四川武术馆太极拳推手总教练等職務。
2010年2月2日，病逝。